# 김용재 (아나운서)
김용재(1983년 7월 4일 ~ )는 대한민국의 기자이자 전 아나운서이다.

## 학력
- 서강대학교 사회학과 학사

## 경력
- KBS포항방송국 아나운서
- OBS경인TV 편성국 아나운서팀 아나운서
- OBS경인TV 기자

## 진행
- 2015 ~ 2021 오늘의 월드뉴스
- 2010 ~ 2016 즐겨찾기 영화일주
- 2009 ~ 2021 독특한 연예뉴스
- OBS 뉴스 245
- 미디어 공감 좋은TV 패널(방송가 뉴스와 시청자 의견)
- 2022 ~ OBS 뉴스O